# Julienne Paroli
Julienne Paroli est une actrice française née le 1er avril 1882 à Saint-Étienne, morte le 26 septembre 1959 dans le 15e arrondissement de Paris.

## Filmographie
- 1931 : Faubourg Montmartre de Raymond Bernard
- 1936 : Club de femmes de Jacques Deval
- 1938 : Trois Valses : La mère d'une danseuse
- 1938 : Belle Étoile de Jacques de Baroncelli
- 1939 : Grand-père : Pauline
- 1939 : Pièges : La bonne
- 1941 : Péchés de jeunesse : La couturière
- 1942 : Caprices : La concierge
- 1942 : Le Voile bleu : La concierge
- 1942 : Huit hommes dans un château
- 1943 : Vingt-cinq ans de bonheur : L'hôtelière
- 1943 : Au bonheur des dames : Une boutiquière
- 1943 : L'Escalier sans fin : Madame Pinchard
- 1943 : La Bourse ou la vie (Adieu Léonard)
- 1943 : Douce : La vieille Thérèse
- 1944 : Le Voyageur sans bagages : La vieille fille
- 1944 : Cécile est morte de Maurice Tourneur : La femme de ménage
- 1944 : La Collection Ménard : Une amie de la veuve Ménard
- 1944 : La Vie de plaisir : Madame de Merly
- 1945 : La Grande Meute : Sylvie
- 1945 : François Villon : La mère
- 1945 : Les Caves du Majestic de Richard Pottier
- 1946 : Jericho : La cliente à la pharmacie
- 1946 : Étrange destin
- 1946 : Un revenant : La bonne
- 1947 : La Femme en rouge : La femme de chambre
- 1947 : Le Village perdu : Mme Chardon
- 1948 : La Dame d'onze heures
- 1949 : On n'aime qu'une fois
- 1949 : Tabusse : La Noémie
- 1949 : Rendez-vous de juillet : Bit part
- 1950 : Miquette et sa mère : Une commère
- 1950 : Un certain monsieur : La bigote
- 1951 : Sans laisser d'adresse : Une concierge
- 1951 : Caroline chérie : La voisine de la nourrice
- 1951 : Avalanche de Raymond Segard : Mme Coutet
- 1951 : Deux sous de violettes
- 1952 : Les Sept péchés capitaux : La dame des vestiaires (segment "L'Orgueil")
- 1952 : Monsieur Leguignon lampiste : La vieille habitante du quartier
- 1954 : Le Blé en herbe : La grand-mère
- 1954 : La Belle Otero (La Bella Otero) : La bonne de Martel
- 1955 : Le Pain vivant : La grand-mère
- 1955 : Les Chiffonniers d'Emmaüs : La bourgeoise
- 1956 : Le Secret de sœur Angèle : Une sœur
- 1956 : Le Sang à la tête : Mme Cardinaud, mère
- 1958 : C'est la faute d'Adam
- 1958 : Les Misérables : Madame Magloire
- 1958 : Le Temps des œufs durs
- 1958 : En cas de malheur : La bijoutière

## Théâtre
- 1946 : Le Rendez-vous de Senlis de Jean Anouilh, mise en scène André Barsacq, Théâtre de l'Atelier
- 1953 : L'Heure éblouissante d'Anna Bonacci, mise en scène Fernand Ledoux, Théâtre Antoine
- 1957 : Un remède de cheval de Leslie Sands, mise en scène Jean Dejoux, Théâtre Charles de Rochefort